# Fresjeborgen
59°03′42″N 10°01′00″Ø / 59.06167°N 10.01667°Ø
Fresjeborgen var et renæssanceanlæg som lå ved sydøst-bredden af Farrissøen i Larvik i Norge. Fresjeborgen bestod af to store murbygninger, begge udstyret med jomfrubur, tårn og jernspir og forbundet med et galleri. Borg-navnet kommer sandsynligvis på grund af bygningsmæssige ligheder med de danske "vandborge" samt placeringen lavt i landskabet og i vandfyldte omgivelser. Anlægget blev rejst i løbet af anden halvdel af 1500-tallet af de såkaldte Jernskægger, en indflyttet dansk adelsfamilie, der startede den virksomhed langs flodsystemet, der i dag lever videre under firmanavnet Treschow-Fritzøe.
Efter flere ugers vedvarende regnvejr skred Fresjeborgen ud i Farrissøen natten mellem 2. og 3. september i 1653. Samtidig brasede den første Farris-dæmning ved Farrisejdet sammen. Dette fik katastrofale følger for bebyggelser og anlæg længere nede omkring Farrisåen. Der er gjort mange arkæologiske fund efter Fresjeborgen, og disse er nok til at kunne fastslå med nøjagtighed, hvor borgen skred ud. Fra år 2000 har interessegruppen Fresjeborgens Venner udgravet en mængde af genstande fra bakken. Disse er dateret til 1500-1600-tallet af Norsk Institutt for Kulturminneforskning (NIKU).

## Gården Fresje eller Fritsø
Fresje var en gammel gård i den sydlige ende af Farris. Den lå i området hvor Farrissøen løber ud i den forholdsvis korte Farrisåen og videre ud i Larviksfjorden. I året 1399 ejede Olavsklostret i Tønsberg gården Fresje – eller Flæsiom, som det står i Rødeboken – biskop Eysteins jordebok. Klosteret ejede også "Nannar aanæ allæ med fiski ok kuærnum". Det er dagens Farriså som dengang blev kaldt Nannarå.
Navnet Flæsiom skal komme af skær eller bjergklipper, som stikker op, ifølge Oluf Rygh i bogværket Norske gaardnavne:
 Navnet findes [i tillegg til i Sem] ogsaa i Rygge (Fresjer, skr. i Fresiom RB. 517) og i Hedrum (GN. 12). Det synes rimeligt, at fres her er en Sideform af fles f., Skjær; dette Ord maatte da tænkes brugt om Berg-knatter, der rage frem af Jordmark, ligesom man finder sker n. brugt i samme Mening. Forklaringen støttes derved, at man finder Gaarden i Hedrum skr. i Flæsiom paa et enkelt Sted. Navnet har her alm. været skr. Fritsø, der ved Gaarden i Hedrum er blevet Matrikelens Form for Navnet.

Rygh nævner også følgende skrivemåde for gårdsnavnet: Frisse, Fresie, Ffresse, Fresjar og Fritsøe. På Peder Iversøns gravplade i Hedrum kirke står "til Fridsø". Biskop Jens Nielsøn skrev i 1593 både Fridsiø, Fridziø og Fridtziø. Senere er dette blevet til Fritzøe, jævnfør ifølge blandt andre Treschow-Fritzøe.